# Italia '61 (metropolitana di Torino)
Italia 61 è una stazione della metropolitana di Torino.

## Storia
L'attivazione della stazione, inizialmente prevista entro la fine del 2015, poi posticipata alla fine del 2017, poi all'estate del 2018, poi al secondo semestre 2019, poi alla fine del 2020, ed infine alla seconda settimana di aprile 2021, è stata inaugurata ufficialmente il 10 febbraio 2021 con lavori ancora in corso.
Infine, il 17 aprile è stata resa ufficiale la data del 23 aprile 2021 per l'apertura al pubblico.
A seguito del completamento del Grattacielo della Regione Piemonte e in vista della costruzione del Parco della Salute, il 10 maggio 2023 è stato inaugurato il passaggio ciclopedonale di collegamento della stazione della metropolitana con la stazione ferroviaria del Lingotto, distante solo 570 metri.
Sui cartelli la stazione è riportata anche con l'aggiunta del sottotitolo Italia 61-Regione Piemonte.

## Servizi
La stazione presenta i seguenti servizi:
- Biglietteria automatica
- Accessibilità per portatori di handicap
- Ascensori
- Scale mobili
- Stazione videosorvegliata

## Interscambi
La stazione consente l'interscambio con le linee di pullman del trasporto pubblico torinese.
- Fermata tram
- Fermata bus GTT
- Stazione di Torino Lingotto